# 岩崎良美 (モデル)
岩崎 良美（いわさき よしみ、1981年1月25日 - ）は、日本の女性ファッションモデル、神奈川県出身。所属事務所はアクティバモデルエージェンシー 。

## 来歴・人物
1995年、雑誌「mcSister」の読者モデルオーディションに応募したことをきっかけにモデル活動を初め、その後同誌の専属モデルとなる。1998年にはmcSister専属モデル11人で「mcSisters」というグループを結成し、CDデビューしている。

## 出演

### CM
- NTT「ホームファックスでんえもん」（1997年）
- キリンビバレッジ「午後の紅茶ロイヤル」（2001年）
- J-PHONE「ムービー写メール」（2002年）上京編
- サッポロビール「ヱビスビール」（2002年）
- 小林製薬「糸ようじ やわらか歯間ブラシ」（2005年）
- ユニチャーム「ソフィ ふわごこち」（2006年）
- 三菱東京UFJ銀行「ATM振込み手数料0円」（2006年）
- スリムビューティーハウス「骨盤ダイエット」（2007年）交差点編
- キユーピー「具のソース」（2010年）私のキッチン篇
- エスビー食品「ぶっかけおかずラー油」（2011年）

### 雑誌
- mcSister
- MORE
- LEE

## CD
- 「何処か?」（1998年、ソニー）